# Plougastel-Daoulas

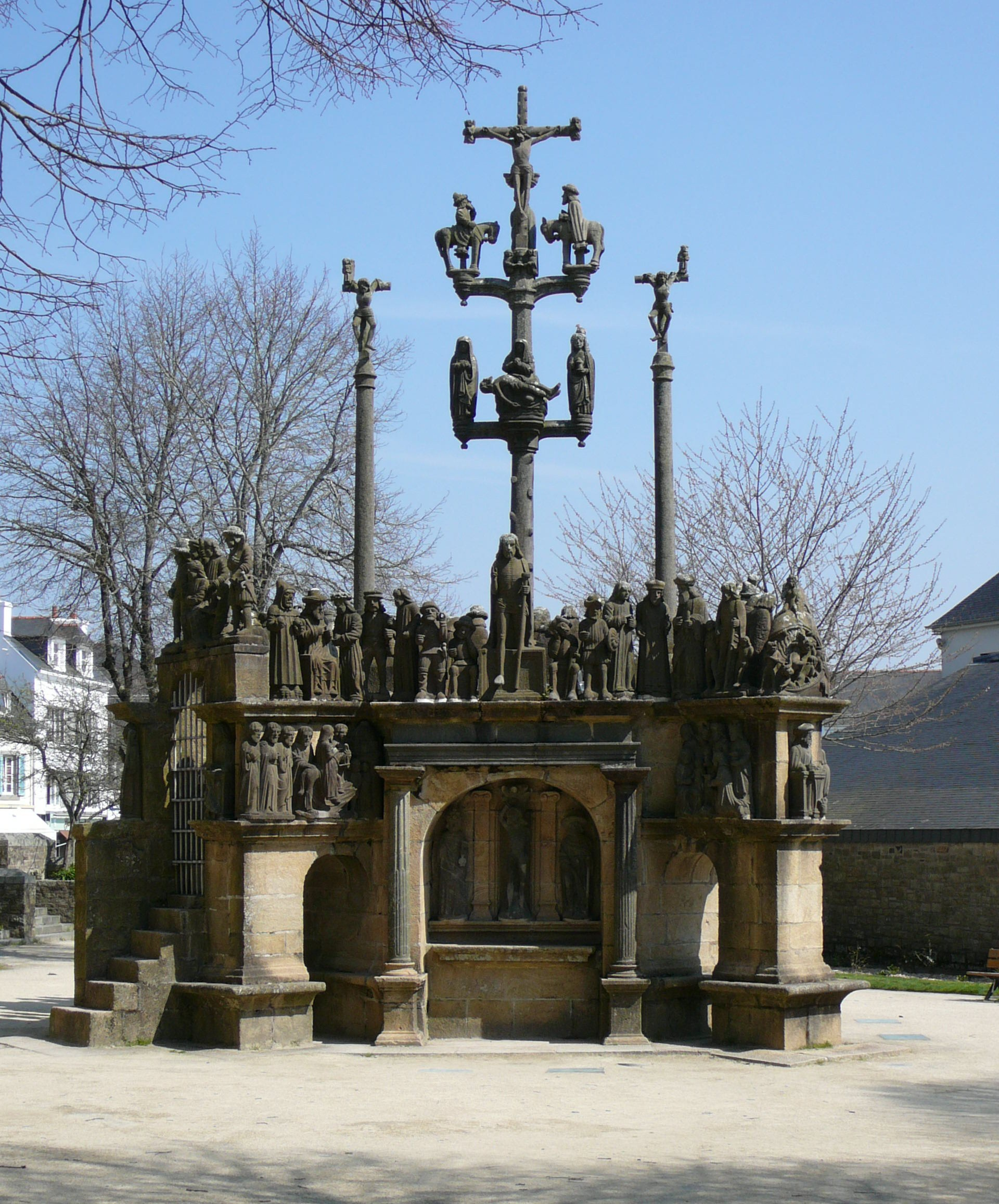
Il calvario.

Plougastel-Daoulas è un comune francese di 13 728 abitanti situato nel dipartimento del Finistère nella regione della Bretagna.
Plougastel è una piccola cittadina, poco più a sud di Brest; le due località sono collegate oggi da un doppio ponte: uno vecchio, oggi pedonale, e uno strallato più moderno.
Famoso in tutta la Bretagna è il calvario che sorge fuori dalla sua chiesa.
Altra località nota del comune è la Fontaine blanche, dove si trova appunto un'antica fontana con relativa cappella.

## Amministrazione

### Gemellaggi
- Westport
- Ciminna

## Società

### Evoluzione demografica
Abitanti censiti

## Monumenti
- Calvario (1602-1604)[2][3]